# Les Agneaux (téléfilm)
Pour les articles homonymes, voir Agneau (homonymie).
Les Agneaux est un téléfilm franco-suisse réalisé en 1995 par Marcel Schüpbach et diffusé en 1999.

## Synopsis
Frère et sœur, Daniel et Marie vivent avec leur père brutal qui refuse que leur mère gravement malade soit hospitalisée. Après son décès, ils s'enfuient et sont hébergés par un couple de commerçant. Près d'une discothèque, Marie tue un jeune homme qui voulait abuser d'elle. Leur père les retrouve, s'affronte avec son fils, puis s'accuse du meurtre commis par sa fille.

## Fiche technique
- Réalisation : Marcel Schüpbach
- Scénario : Pascal Bonitzer, Marcel Schüpbach, Jean-François Goyet, Olivier Dazat d'après Les Agneaux (1991) d'Ania Carmel
- Photo : Denis Jutzeler
- Son : Jean-Louis Ughetto, Henri Roux
- Montage : Bruno Zincone
- Décors : Jean-Claude Maret, Liliane Maret
- Sociétés de production : France 3, Productions JMH, Galatée Film, Télévision suisse romande
- Pays de production :  Suisse -  France
- Durée : 90 minutes
- Date de diffusion : 28 juin 1999 sur France 3

## Distribution
- Richard Berry : le père
- Brigitte Roüan : la mère
- Julia Maraval : Marie
- Alexis Tomassian : Daniel
- Noémie Kocher : Nadia
- Geneviève Pasquier : le professeur de français
- Antoine Basler : Jérôme Lemestre
- Roger Jendly : le fromager
- Christine Rossigneux : la fromagère